# First Division 1990-1991
La First Division 1990-1991 è stata la 92ª edizione della massima serie del campionato inglese di calcio, disputata tra il 25 agosto 1990 e il 20 maggio 1991 e concluso con la vittoria dell'Arsenal, al suo decimo titolo.
Capocannoniere del torneo è stato Alan Smith (Arsenal), con 22 reti.

## Stagione

### Novità
Al posto delle retrocesse Sheffield Weds, Charlton e Millwall sono saliti dalla Second Division il Leeds Utd, lo Sheffield Utd e il Sunderland, che sebbene avesse perso la finale dei play-off con lo Swindon Town, fu promossa nella massima divisione per via delle difficoltà finanziarie dei Robins.

### Formula
La Football Association decise di riportare a 22 le partecipanti al campionato a partire dalla stagione successiva. Pertanto, limitatamente a questa stagione, decise di restringere il numero di retrocessioni (da tre a due) e aumentare le promozioni dalla Second Division (da tre a quattro).

### Avvenimenti
L'inizio del torneo successivo al quarto posto ottenuto dalla nazionale a Italia '90 vide la prepotente ascesa dei campioni uscenti del Liverpool: vincendo le prime otto gare, i Reds distanziarono un Arsenal che, nonostante alcune difficoltà interne dovute ad una penalizzazione subita dopo una rissa tra giocatori nel match del 20 ottobre contro il Manchester Utd e l'arresto del capitano Tony Adams per guida in stato di ebbrezza, mantenne il passo accreditandosi come unica rivale della capolista. Dopo aver inflitto ai Reds la prima sconfitta stagionale nello scontro diretto casalingo del 2 dicembre, i Gunners piazzarono il sorpasso in occasione del Boxing Day e, durante gennaio, effettuarono un primo tentativo di fuga temporaneamente vanificato dalla prima sconfitta stagionale, occorsa il 2 febbraio allo Stamford Bridge.
Di lì in poi i Gunners, dopo aver vinto di misura lo scontro diretto ad Anfield del 3 febbraio, ripresero definitivamente il comando della classifica, allungando di prepotenza nel mese di marzo: grazie ad un vantaggio di sette punti sulla seconda, l'Arsenal poté navigare con tranquillità verso il decimo titolo, che fu ratificato a due settimane dalla conclusione del torneo. Al Liverpool, secondo classificato, non restò che la qualificazione in Coppa UEFA, che sancì il ritorno dei Reds sul palcoscenico europeo dopo i sei anni di squalifica comminati dalla UEFA in seguito alla strage dell'Heysel. Vincendo all'ultima giornata contro un Derby County già da tempo retrocesso, il Luton Town si salvò a spese del Sunderland, con cui alla vigilia dell'ultima gara condivideva la penultima posizione.

## Squadre partecipanti
| Club              | Stagione | Città       | Stadio          | Stagione precedente                                   |
| ----------------- | -------- | ----------- | --------------- | ----------------------------------------------------- |
| Arsenal           | dettagli | Londra      | Arsenal Stadium | 4º posto in First Division                            |
| Aston Villa       | dettagli | Birmingham  | Villa Park      | 2º posto in First Division                            |
| Chelsea           | dettagli | Londra      | Stamford Bridge | 5º posto in First Division                            |
| Coventry City     | dettagli | Coventry    | Highfield Road  | 12º posto in First Division                           |
| Crystal Palace    | dettagli | Londra      | Selhurst Park   | 15º posto in First Division                           |
| Derby County      | dettagli | Derby       | Baseball Ground | 16º posto in First Division                           |
| Everton           | dettagli | Liverpool   | Goodison Park   | 6º posto in First Division                            |
| Leeds Utd         | dettagli | Leeds       | Elland Road     | 1º posto in Second Division, promosso                 |
| Liverpool         | dettagli | Liverpool   | Anfield         | 1º posto in First Division                            |
| Luton Town        | dettagli | Luton       | Kenilworth Road | 17º posto in First Division                           |
| Manchester City   | dettagli | Manchester  | Maine Road      | 14º posto in First Division                           |
| Manchester Utd    | dettagli | Manchester  | Old Trafford    | 13º posto in First Division                           |
| Norwich City      | dettagli | Norwich     | Carrow Road     | 10º posto in First Division                           |
| Nottingham Forest | dettagli | Nottingham  | City Ground     | 9º posto in First Division                            |
| QPR               | dettagli | Londra      | Loftus Road     | 11º posto in First Division                           |
| Sheffield Utd     | dettagli | Sheffield   | Bramall Lane    | 2º posto in Second Division, promosso                 |
| Southampton       | dettagli | Southampton | The Dell        | 7º posto in First Division                            |
| Sunderland        | dettagli | Sunderland  | Roker Park      | 6º posto in Second Division, promosso dopo i play-off |
| Tottenham         | dettagli | Londra      | White Hart Lane | 3º posto in First Division                            |
| Wimbledon FC      | dettagli | Londra      | Plough Lane     | 8º posto in First Division                            |

## Allenatori e primatisti
| Squadra           | Allenatore                                                         | Calciatore più presente                                                              | Cannoniere                         |
| ----------------- | ------------------------------------------------------------------ | ------------------------------------------------------------------------------------ | ---------------------------------- |
| Arsenal           | George Graham                                                      | Steve Bould, Lee Dixon, David Seaman, Nigel Winterburn (38)                          | Alan Smith (22)                    |
| Aston Villa       | Jozef Vengloš                                                      | Gordon Cowans, Christopher Price (38)                                                | David Platt (19)                   |
| Chelsea           | Bobby Campbell                                                     | Dave Beasant (35)                                                                    | Gordon Durie (12)                  |
| Coventry City     | John Sillett (1ª-12ª) Terry Butcher (13ª-38ª)                      | Brian Borrows (38)                                                                   | Kevin Gallacher (11)               |
| Crystal Palace    | Steve Coppell                                                      | John Humphrey, Nigel Martyn, Geoff Thomas, Ian Wright (38)                           | Ian Wright (15)                    |
| Derby County      | Arthur Cox                                                         | Dean Saunders (38)                                                                   | Dean Saunders (17)                 |
| Everton           | Colin Harvey (1ª-11ª) Jimmy Gabriel (12ª) Howard Kendall (13ª-38ª) | Neville Southall (38)                                                                | Tony Cottee (10)                   |
| Leeds Utd         | Howard Wilkinson                                                   | Lee Chapman, John Lukic, Gary McAllister, Gary Speed, Mel Sterland, Chris Whyte (38) | Lee Chapman (21)                   |
| Liverpool         | Kenny Dalglish (1ª-25ª) Ronnie Moran (26ª-38ª)                     | Ian Rush (37)                                                                        | John Charles Barnes, Ian Rush (16) |
| Luton Town        | Jim Ryan                                                           | Alec Chamberlain, John Dreyer (38)                                                   | Lars Elstrup (15)                  |
| Manchester City   | Howard Kendall (1ª-12ª) Peter Reid (13ª-38ª)                       | Niall Quinn, David White (38)                                                        | Niall Quinn (20)                   |
| Manchester Utd    | Alex Ferguson                                                      | Brian McClair, Gary Pallister (36)                                                   | Brian McClair, Steve Bruce (13)    |
| Norwich City      | Dave Stringer                                                      | David Phillips (38)                                                                  | Dale Gordon, Tim Sherwood (7)      |
| Nottingham Forest | Brian Clough                                                       | Mark Crossley (38)                                                                   | Nigel Clough (14)                  |
| QPR               | Don Howe                                                           | David Bardsley, Andy Sinton, Ray Wilkins (38)                                        | Roy Wegerle (18)                   |
| Sheffield Utd     | Dave Bassett                                                       | Brian Deane (38)                                                                     | Brian Deane (13)                   |
| Southampton       | Chris Nicholl                                                      | Barry Horne (38)                                                                     | Matthew Le Tissier (19)            |
| Sunderland        | Denis Smith                                                        | Gary Owers (38)                                                                      | Marco Gabbiadini (9)               |
| Tottenham         | Terry Venables                                                     | Erik Thorstvedt (37)                                                                 | Gary Lineker (15)                  |
| Wimbledon FC      | Ray Harford                                                        | Roger Joseph (38)                                                                    | John Fashanu (20)                  |

## Classifica finale
|        | Pos. | Squadra             | Pt | G  | V  | N  | P  | GF | GS | DR  |
| ------ | ---- | ------------------- | -- | -- | -- | -- | -- | -- | -- | --- |
|        | 1.   | Arsenal (-2)        | 83 | 38 | 24 | 13 | 1  | 74 | 18 | +56 |
|        | 2.   | Liverpool           | 76 | 38 | 23 | 7  | 8  | 77 | 40 | +37 |
|        | 3.   | Crystal Palace      | 69 | 38 | 20 | 9  | 9  | 50 | 41 | +9  |
|        | 4.   | Leeds Utd           | 64 | 38 | 19 | 7  | 12 | 65 | 47 | +18 |
|        | 5.   | Manchester City     | 62 | 38 | 17 | 11 | 10 | 64 | 53 | +11 |
| [ 15 ] | 6.   | Manchester Utd (-1) | 59 | 38 | 16 | 12 | 10 | 58 | 45 | +13 |
|        | 7.   | Wimbledon FC        | 56 | 38 | 14 | 14 | 10 | 53 | 46 | +7  |
|        | 8.   | Nottingham Forest   | 54 | 38 | 14 | 12 | 12 | 65 | 50 | +15 |
|        | 9.   | Everton             | 51 | 38 | 13 | 12 | 13 | 50 | 46 | +4  |
| [ 16 ] | 10.  | Tottenham           | 49 | 38 | 11 | 16 | 11 | 51 | 50 | +1  |
|        | 11.  | Chelsea             | 49 | 38 | 13 | 10 | 15 | 58 | 69 | -11 |
|        | 12.  | QPR                 | 46 | 38 | 12 | 10 | 16 | 44 | 53 | -9  |
|        | 13.  | Sheffield Utd       | 46 | 38 | 13 | 7  | 18 | 36 | 55 | -19 |
|        | 14.  | Southampton         | 45 | 38 | 12 | 9  | 17 | 58 | 69 | -11 |
|        | 15.  | Norwich City        | 45 | 38 | 13 | 6  | 19 | 41 | 64 | -23 |
|        | 16.  | Coventry City       | 44 | 38 | 11 | 11 | 16 | 42 | 49 | -7  |
|        | 17.  | Aston Villa         | 41 | 38 | 9  | 14 | 15 | 46 | 58 | -12 |
|        | 18.  | Luton Town          | 37 | 38 | 10 | 7  | 21 | 42 | 61 | -19 |
|        | 19.  | Sunderland          | 34 | 38 | 8  | 10 | 20 | 38 | 60 | -22 |
|        | 20.  | Derby County        | 24 | 38 | 5  | 9  | 24 | 37 | 75 | -38 |

Legenda:
      Campione d'Inghilterra e qualificata in Coppa dei Campioni 1991-1992
      Qualificate in Coppa delle Coppe 1991-1992
      Qualificata in Coppa UEFA 1991-1992
      Retrocesse in Second Division 1991-1992
Regolamento:
Tre punti a vittoria, uno a pareggio, zero a sconfitta.
A parità di punti le squadre vengono classificate secondo la differenza reti.
Note:
L'Arsenal ha scontato 2 punti di penalizzazione
Il Manchester Utd ha scontato 1 punto di penalizzazione.

### Squadra campione
| Formazione tipo | Giocatori (presenze)      |
| --- | ------------------------- |
| Seaman Dixon Bould Adams Winterburn Merson Thomas Davis Limpar Campbell Smith                                                                                              | David Seaman (38)         |
| Seaman Dixon Bould Adams Winterburn Merson Thomas Davis Limpar Campbell Smith                                                                                              | Lee Dixon (38)            |
| Seaman Dixon Bould Adams Winterburn Merson Thomas Davis Limpar Campbell Smith                                                                                              | Nigel Winterburn (38)     |
| Seaman Dixon Bould Adams Winterburn Merson Thomas Davis Limpar Campbell Smith                                                                                              | Michael Thomas (31)       |
| Seaman Dixon Bould Adams Winterburn Merson Thomas Davis Limpar Campbell Smith                                                                                              | Steve Bould (38)          |
| Seaman Dixon Bould Adams Winterburn Merson Thomas Davis Limpar Campbell Smith                                                                                              | Tony Adams (30)           |
| Seaman Dixon Bould Adams Winterburn Merson Thomas Davis Limpar Campbell Smith                                                                                              | Kevin Campbell (22)       |
| Seaman Dixon Bould Adams Winterburn Merson Thomas Davis Limpar Campbell Smith                                                                                              | Paul Vincent Davis (37)   |
| Seaman Dixon Bould Adams Winterburn Merson Thomas Davis Limpar Campbell Smith                                                                                              | Alan Smith (37)           |
| Seaman Dixon Bould Adams Winterburn Merson Thomas Davis Limpar Campbell Smith                                                                                              | Paul Merson (37)          |
| Seaman Dixon Bould Adams Winterburn Merson Thomas Davis Limpar Campbell Smith                                                                                              | Anders Limpar (34)        |
| Seaman Dixon Bould Adams Winterburn Merson Thomas Davis Limpar Campbell Smith                                                                                              | Allenatore: George Graham |
| Altri giocatori: Perry Groves (32), David O'Leary (21), David Hillier (16), David Rocastle (16), Andy Linighan (10), Sigurður Jónsson (2), Andy Cole (1), Colin Pates (1). |                           |

## Statistiche

### Squadre

#### Capoliste solitarie
Fonte:
|    | —— | ——        | ——        | ——        | ——        | ——        | ——        | ——        | ——        | ——        | ——        | ——        | ——        | ——        | ——        | ——        | ——        | ——      | ——      | ——  | ——      | ——      | ——      | ——  | ——      | ——      | ——      | ——      | ——      | ——      | ——      | ——      | ——      | ——      | ——      | ——      | ——      | —— |  |
|    |    | Liverpool | Liverpool | Liverpool | Liverpool | Liverpool | Liverpool | Liverpool | Liverpool | Liverpool | Liverpool | Liverpool | Liverpool | Liverpool | Liverpool | Liverpool | Liverpool | Arsenal | Arsenal |     | Arsenal | Arsenal | Arsenal | Liv | Arsenal | Arsenal | Arsenal | Arsenal | Arsenal | Arsenal | Arsenal | Arsenal | Arsenal | Arsenal | Arsenal | Arsenal | Arsenal |    |  |
|    |    |           |           |           |           |           |           |           |           |           |           |           |           |           |           |           |           |         |         |     |         |         |         |     |         |         |         |         |         |         |         |         |         |         |         |         |         |    |  |
|    |    |           |           |           |           |           |           |           |           |           |           |           |           |           |           |           |           |         |         |     |         |         |         |     |         |         |         |         |         |         |         |         |         |         |         |         |         |    |  |
| 1ª | 2ª | 3ª        | 4ª        | 5ª        | 6ª        | 7ª        | 8ª        | 9ª        | 10ª       | 11ª       | 12ª       | 13ª       | 14ª       | 15ª       | 16ª       | 17ª       | 18ª       | 19ª     | 20ª     | 21ª | 22ª     | 23ª     | 24ª     | 25ª | 26ª     | 27ª     | 28ª     | 29ª     | 30ª     | 31ª     | 32ª     | 33ª     | 34ª     | 35ª     | 36ª     | 37ª     | 38ª     |    |  |

#### Primati stagionali
- Maggior numero di vittorie: Arsenal (24)
- Minor numero di sconfitte: Arsenal (1)
- Miglior attacco: Liverpool (77)
- Miglior difesa: Arsenal (18)
- Miglior media gol: Arsenal (+56)
- Maggior numero di pareggi: Tottenham (16)
- Minor numero di vittorie: Derby County (5)
- Maggior numero di sconfitte: Derby County (24)
- Peggiore attacco: Sheffield Utd (36)
- Peggior difesa: Derby County (75)
- Peggior differenza reti: Derby County (-38)

### Individuali

#### Classifica marcatori
Fonte:
| Gol | Rigori |  | Giocatore          | Squadra         |
| --- | ------ |  | ------------------ | --------------- |
| 22  | 1      |  | Alan Smith         | Arsenal         |
| 21  |        |  | Lee Chapman        | Leeds Utd       |
| 20  |        |  | Niall Quinn        | Manchester City |
| 20  | 1      |  | John Fashanu       | Wimbledon FC    |
| 19  | 5      |  | Matthew Le Tissier | Southampton     |
| 19  | 6      |  | David Platt        | Aston Villa     |
| 18  | 8      |  | Roy Wegerle        | QPR             |
| 17  | 4      |  | Dean Saunders      | Derby County    |
| 16  |        |  | Ian Rush           | Liverpool       |
| 16  |        |  | David White        | Manchester City |
| 16  | 1      |  | John Barnes        | Liverpool       |
| 15  |        |  | Ian Wright         | Crystal Palace  |
| 15  |        |  | Lars Elstrup       | Luton Town      |
| 15  | 3      |  | Gary Lineker       | Tottenham       |